# 12468 Zachotín
12468 Zachotín là một tiểu hành tinh vành đai chính với chu kỳ quỹ đạo là 1206.8177560 ngày (3.30 năm).
Nó được phát hiện ngày 14 tháng 1 năm 1997.